# Golf van Tunis
De Golf van Tunis is een grote golf die deel uitmaakt van de Middellandse Zee. De golf bevindt zich in het noordoosten van Tunesië. De Tunesische hoofdstad Tunis ligt aan de zuidwestelijke zijde van de golf. Ten noordoosten van de hoofdstad liggen de ruïnes van het oude Carthago. De golf bevindt zich tussen Kaap Farina in het noordwesten en Kaap Bon in het noordoosten. 